# الحبجية
قرية الحبجية هي إحدى قرى محافظة أحد المسارحة، وتقع بمنطقة جازان جنوب غرب المملكة العربية السعودية.
تقع القرية على ضفاف وادي الخمس الشهير الذي ينحدر من جبال العاصم وطحنان وغراب وجبال الجوة ويسقي أراضي زراعية تقدر بمئات الألاف من الهكتارات وأشهرها مزارع المصقع والحنابشة والكوشان والقحلة والطواهرة والحلاوية والحدادي والعجيبي والصفحي والمعيدي والعديد من المزارع الأخرى، ويسقي المضايا ويصب في البحر الأحمر وتبعد القرية عن مركز محافظة أحد المسارحة 8 كيلومتر.

## نبذة
قرية الحبجية تعتبر من قرى شمال أحد المسارحة وتعرف المنطقة باسم «قرى مسارحة الشام» كما ذكرها المؤرخ محمد العقيلي في كتابه «تاريخ المخلاف السليماني».
يقدر عدد سكان قرية الحبجية بحوالي 2500 نسمة، وقد كان يعمل سكان القرية في السابق في التجارة والزراعة وتربية المواشي وتميزت القرية بخليط من التربة الطينية والرملية صالحة للزراعة، وساعدها أيضاً موقعها الجغرافي في المحافظة وكونها تقع على ضفاف وادي الخمس الذي بدوره يروي مزارع القرية وتتميز كذلك بوفرة المياه الجوفية فيها وهي عذبة، وأراضي القرية الزراعية أراضٍ بكر صالحة للزراعة سواءً من مياه الأمطار أو مياه الأبار الارتوازية.
وتنقسم أرض القرية الزراعية إلى قسمين:-
- القسم الأول: «المعمال»: وهي أرض طينية تزرع بعد أن تروى بالسيل.
- القسم الثاني: «الروان»: وهي أرض رملية تزرع بالدخن بالاعتماد على مياه الأمطار فقط.

ويعمل معظم سكان القرية حالياً في الوظائف الحكومية والشركات ومنهم من يعمل أعمالاً حرة.
وتوجد بالقرية مدرسة لتحفيظ القرآن الكريم، ومدرسة الحبجية الابتدائية للبنين، وكذلك مدرسة الحبجية المتوسطة والثانوية للبنين، ومجمع مدارس للبنات وفيه جميع المراحل التعليمية: المرحلة الابتدائية والمرحلة المتوسطة والمرحلة الثانوية.
كما يوجد بها مستوصف حكومي يخدم أهالي القرية والقرى المجاورة لها.